# Encore: Movie Partners Sing Broadway
Encore: Movie Partners Sing Broadway è un album in studio della cantante e attrice statunitense Barbra Streisand, pubblicato nel 2016 dalla Columbia Records.
L'album arriva alla prima posizione nella Billboard 200, nella Official Albums Chart ed in Australia, alla seconda in Austria e Nuova Zelanda, alla terza in Canada e Taiwan, alla quarta in Spagna ed alla nona nei Paesi Bassi.

## Tracce
1. At the Ballet – 7:30 (Edward Kleban, Marvin Hamlisch) – con Anne Hathaway & Daisy Ridley
2. Loving You – 3:30 (Stephen Sondheim) – con Patrick Wilson
3. Who Can I Turn To (When Nobody Needs Me) – 4:24 (Leslie Bricusse, Anthony Newley) – con Anthony Newley
4. The Best Thing That Has Ever Happened – 3:13 (Sondheim) – con Alec Baldwin
5. Any Moment Now – 4:45 (Marvin Hamlisch, Carolyn Leigh) – con Hugh Jackman
6. Anything You Can Do – 3:12 (Irving Berlin) – con Melissa McCarthy
7. Pure Imagination – 4:12 (Bricusse, Newley) – con Seth MacFarlane
8. Take Me to the World – 4:16 (Sondheim) – con Antonio Banderas
9. I'll Be Seeing You / I've Grown Accustomed to Her Face – 4:41 (Irving Kahal, Sammy Fain/Alan Jay Lerner, Frederick Loewe) – con Chris Pine
10. Climb Ev'ry Mountain – 3:58 (Richard Rodgers, Oscar Hammerstein II) – con Jamie Foxx

Tracce bonus Edizione Deluxe
1. I Didn't Know What Time It Was (Rodgers, Lorenz Hart)
2. Not a Day Goes By (Sondheim)
3. Fifty Percent (Billy Goldenberg, Alan Bergman, Marilyn Bergman)
4. Losing My Mind (Sondheim)